# Mykulynzi
Mykulynzi (ukrainisch Микулинці; russisch Микулинцы/Mikulinzy, polnisch Mikulińce) ist eine Siedlung städtischen Typs im Rajon Ternopil der Oblast Ternopil im Westen der Ukraine, 12 Kilometer nordöstlich der ehemaligen Rajonshauptstadt Terebowlja und 18 Kilometer südlich der Oblasthauptstadt Ternopil am Fluss Seret.

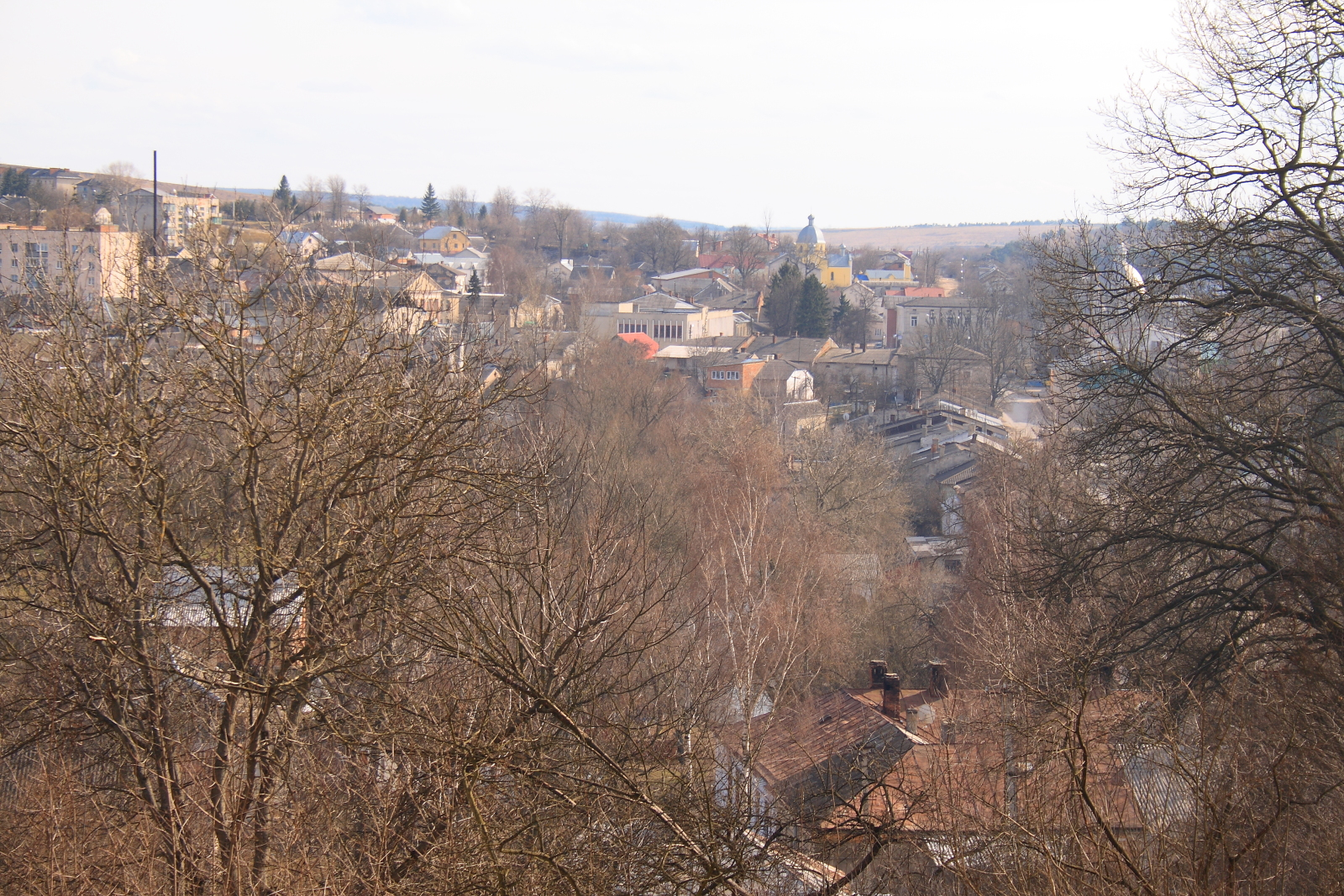
Blick auf den Ort

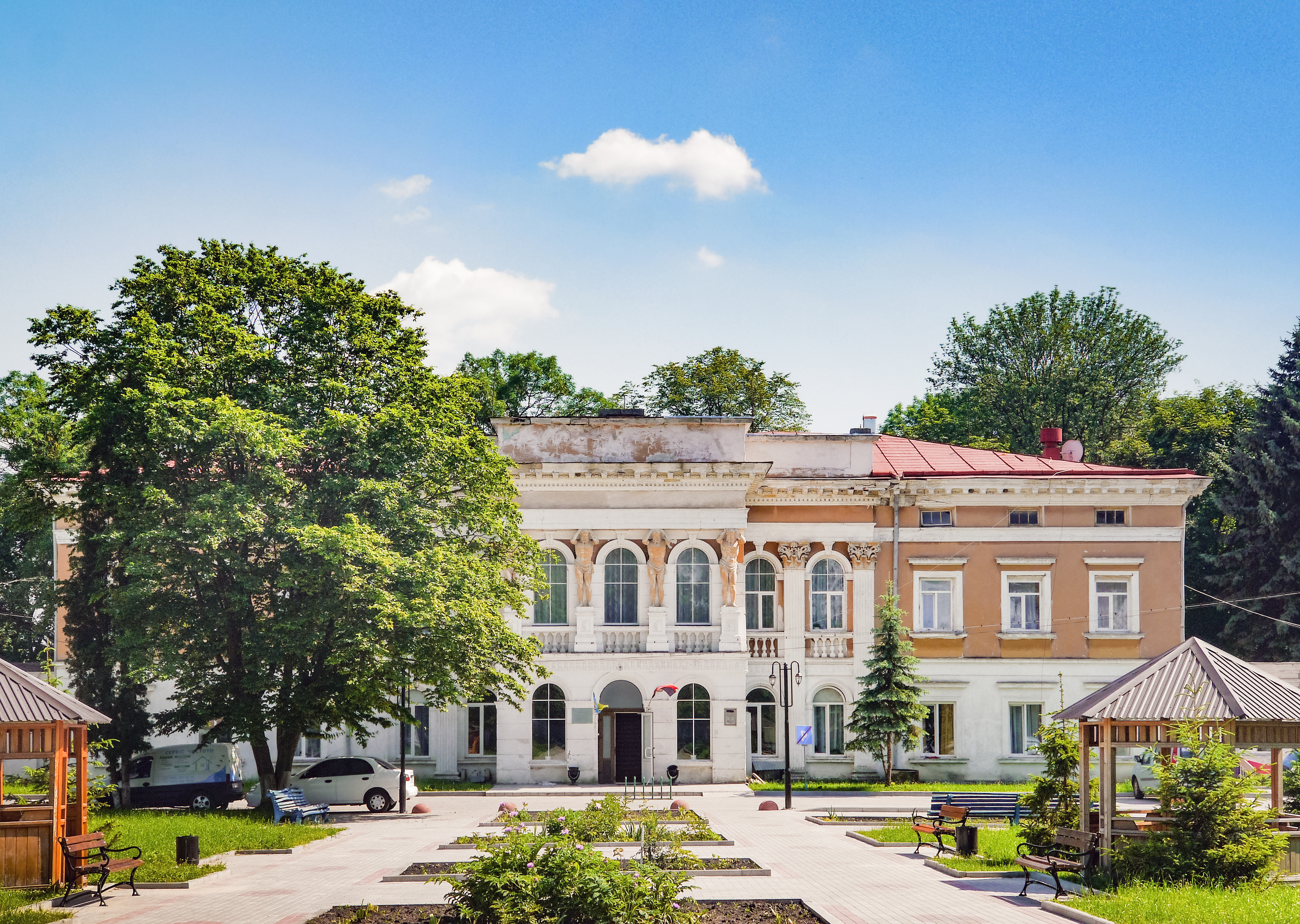
Schloss

## Geschichte
Der Ort wurde 1096 zum ersten Mal schriftlich erwähnt und gehörte zunächst zur Adelsrepublik Polen-Litauen (in der Woiwodschaft Ruthenien), die Magdeburger Stadtrechte wurden 1758 verliehen. Von 1774 bis 1918 gehörte er, mit Unterbrechung zwischen 1810 und 1815, als er als Teil des Tarnopoler Kreises an Russland abgetreten werden musste, unter seinem polnischen Namen Mikulińce zum österreichischen Kronland Königreich Galizien und Lodomerien und war von 1854 bis 1867 Sitz einer Bezirkshauptmannschaft, danach wurde der Bezirk auf die Bezirke Trembowla und Tarnopol aufgeteilt sowie ein Bezirksgericht des Bezirks Tarnopol im Ort errichtet.
Nach dem Ende des Ersten Weltkrieges kam der Ort zu Polen (in die Woiwodschaft Tarnopol, Powiat Tarnopol), wurde im Zweiten Weltkrieg 1939 bis 1941 von der Sowjetunion und dann bis 1944 von Deutschland besetzt und hier in den Distrikt Galizien eingegliedert.
Nach dem Ende des Krieges wurde der Ort der Sowjetunion zugeschlagen, dort kam das Dorf zur Ukrainischen SSR und ist seit 1991 ein Teil der heutigen Ukraine. Nachdem das 1595 verliehene Stadtrecht nach der Besetzung durch die Sowjetunion 1939 aberkannt wurde, bekam Mykulynzi im Januar 1940 den Status einer Siedlung städtischen Typs verliehen, gleichzeitig wurde der Ort zur Rajonshauptstadt des Rajons Mykulynzi bestimmt, dieser bestand bis zu seiner Auflösung im Jahre 1962.

## Verwaltungsgliederung
Am 12. August 2015 wurde die Siedlung zum Zentrum der neugegründeten Siedlungsgemeinde Mykulynzi (Микулинецька селищна громада/Mykulynezka selyschtschna hromada), zu dieser zählten auch die 6 Dörfer Dworitschtschja, Konopkiwka, Krywky, Ladytschyn, Sasdrist und Wolja, bis dahin bildete sie zusammen mit den Dörfern Konopkiwka, Krywky und Wolja die gleichnamige Siedlungsratsgemeinde Mykulynzi (Микулинецька селищна рада/Mykulynezka selyschtschna rada) im Norden des Rajons Terebowlja.
Am 12. Juni 2020 kamen noch die Siedlung städtischen Typs Druschba sowie die 12 in der untenstehenden Tabelle aufgelisteten Dörfer zum Gemeindegebiet.
Seit dem 17. Juli 2020 ist sie ein Teil des Rajons Ternopil.
Folgende Orte sind neben dem Hauptort Mykulynzi Teil der Gemeinde:
| Name                     | Name          | Name                              | Name                | Name |
| ukrainisch transkribiert | ukrainisch    | russisch                          | polnisch            |      |
| ------------------------ | ------------- | --------------------------------- | ------------------- | ---- |
| Bernadiwka               | Бернадівка    | Бернадовка (Bernadowka)           | Bernadówka          |      |
| Chmeliwka                | Хмелівка      | Хмелевка (Chmelewka)              | Chmielówka          |      |
| Darachiw                 | Дарахів       | Дарахов (Darachow)                | Darachów            |      |
| Druschba                 | Дружба        | Дружба                            | -                   |      |
| Dworitschtschja          | Дворіччя      | Двуречье (Dworetschje)            | Ludwikówka          |      |
| Kamjanka                 | Кам'янка      | Каменка (Kamenka)                 | Słobódka Strusowska |      |
| Konopkiwka               | Конопківка    | Конопковка (Konopkowka)           | Konopkówka          |      |
| Krywky                   | Кривки        | Кривки (Kriwki)                   | Krzywki             |      |
| Ladytschyn               | Ладичин       | Ладычин (Latytschin)              | Ładyczyn            |      |
| Naluschschja             | Налужжя       | Налужье (Naluschje)               | Nałuże              |      |
| Nowa Brykulja            | Нова Брикуля  | Новая Брыкуля (Nowaja Brykulja)   | Brykula Nowa        |      |
| Risdwjany                | Різдвяни      | Риздвяны                          | Ruzdwiany           |      |
| Sasdrist                 | Заздрість     | Заздрость (Sasdrost)              | Zazdrość            |      |
| Stara Brykulja           | Стара Брикуля | Старая Брыкуля (Staraja Brykulja) | Brykula Stara       |      |
| Strussiw                 | Струсів       | Струсов (Strussow)                | Strusów             |      |
| Subiw                    | Зубів         | Зубов (Subow)                     | Zubów               |      |
| Tjutkiw                  | Тютьків       | Тютьков (Tjutkow)                 | Tiutków             |      |
| Warwarynzi               | Варваринці    | Варваринцы (Warwarinzy)           | Warwaryńce          |      |
| Wolja                    | Воля          | Воля                              | Wola Mazowiecka     |      |